# Synagoga v Sennfeldu
Synagoga v Sennfeldu je bývalá synagoga v části obce Adelsheim v Bádensku-Württembersku, která byla postavena v letech 1835/36. Nachází se na hlavní ulici č. 43.

## Historie
Sennfeldská židovská obec měla synagogu už v 18. století. Jelikož začala být pro rostoucí počet věřících příliš malá, byla na stejném místě postavena nová budova. V nové synagoze byly kromě modlitební místnosti také rituální lázeň (mikve), učebna židovské školy a byt pro učitele.
Během pogromů v listopadu 1938 byl interiér synagogy zničen muži SA. Kultovní předměty byly vyhozeny na ulici a rovněž zničeny. V únoru 1940 byla synagoga prodána obci Sennfeld. Během druhé světové války byla používána jako kino.
Po navrácení židovské restituční nástupnické organizaci (JRSO) byla synagoga prodána katolické farnosti Adelsheim. Poté, co katolická církev postavila v Sennfeldu kostel, zakoupila budovu obec Sennfeld. Po různých využitích a rozsáhlé rekonstrukci slouží objekt od roku 2001 jako muzeum a památník historie židovské komunity v Sennfeldu.

## Popis
Stavba je pevná konstrukce z místního vápence. Vnější schodiště vede skrz portál dovnitř. Na portálu bylo vyryto: Dies ist das Tor zum Herrn, Gerechte treten durch es hinein (Žalm 118,20). Chodbou je k dosažení modlitebna. Na pravé straně uličky byla původně třída a ve dvou místnostech na levé straně, jsou stará a nová mikve. Obě byly vráceny do původního stavu v roce 1992 při rekonstrukčních pracích.
Modlitebna byl obdélníkový prostor o šířce 8,90 m a délce 11,25 m. Podlaha byla z červené pískovcové desky. V uličce před aron ha-kodeš byla bima. Na ženskou galerii se přicházelo po schodišti, které vedlo k bytu učitele v prvním patře. Druhé patro má pokoj pro hosty a velké podkroví, v patře je geniza.